# Morley-Dreieck

Morley-Dreieck DEF (rot)

Das Morley-Dreieck, benannt nach Frank Morley, ist ein gleichseitiges Dreieck, welches innerhalb eines beliebigen Dreiecks konstruiert werden kann.

## Definition und Satz von Morley
Die Innenwinkel eines beliebigen Dreiecks werden jeweils in drei gleich große Winkel unterteilt (was im Allgemeinen mit Zirkel und Lineal nicht möglich ist). Zu jeder Dreiecksseite betrachtet man den Schnittpunkt derjenigen zwei Teilungslinien, die von den Endpunkten dieser Seite ausgehen und zu dieser Seite benachbart sind. Das Morley-Dreieck ist dasjenige Dreieck, dessen Ecken die drei auf diese Weise erhaltenen Schnittpunkte sind.
Der Satz von Morley lautet:
Unabhängig von der Form des ursprünglichen Dreiecks ist das Morley-Dreieck stets gleichseitig. Aufgrund dieser bemerkenswerten Eigenschaft ist der Satz von Morley unter der Bezeichnung „Morleys Wunder“ (Morley's Miracle) bekannt geworden.